# Сьюзен Волш (плавчиня)
Сьюзен Волш (англ. Susan Walsh, 1 січня 1962) — американська плавчиня.
Призерка Чемпіонату світу з водних видів спорту 1982 року.
Переможниця Панамериканських ігор 1983 року.
Призерка літньої Універсіади 1981, 1983 років.